# کوه لیمون
کوه لیمون (به انگلیسی: Mount Lemmon) با ارتفاع ۹٬۱۵۹ فوت (۲٬۷۹۲ متر) بلندترین محل در کوه‌های سانتا کاتالینا است. این کوه در شمال توسان در جنگل ملی کورونادو قرار دارد. کوه لیمون نام خود را از سارا پلامر لیمون (به انگلیسی: Sara Plummer Lemmon) گیاه‌شناس سده ۲۰ (میلادی) گرفته‌است که در سال ۱۸۸۱ به همراه همسر و یک راننده محلی، با اسب و پیاده به بالای کوه رفتند. گزارش شده‌است که در سمت شمال شرقی کوه لیمون سالانه ۲۰۰ اینچ (۵۰۸ سانتی متر) برف دریافت می‌کند.

## اقلیم
قله کوه به طور تقریبی بیست درجه خنک‌تر از پایه است. بنابراین مقادیر زیادی برف در ماه‌های زمستان سقوط می‌کند و آن را به یک جاذبه گردشگری محبوب برای ساکنان توسان تبدیل می‌کند.

## نگارخانه

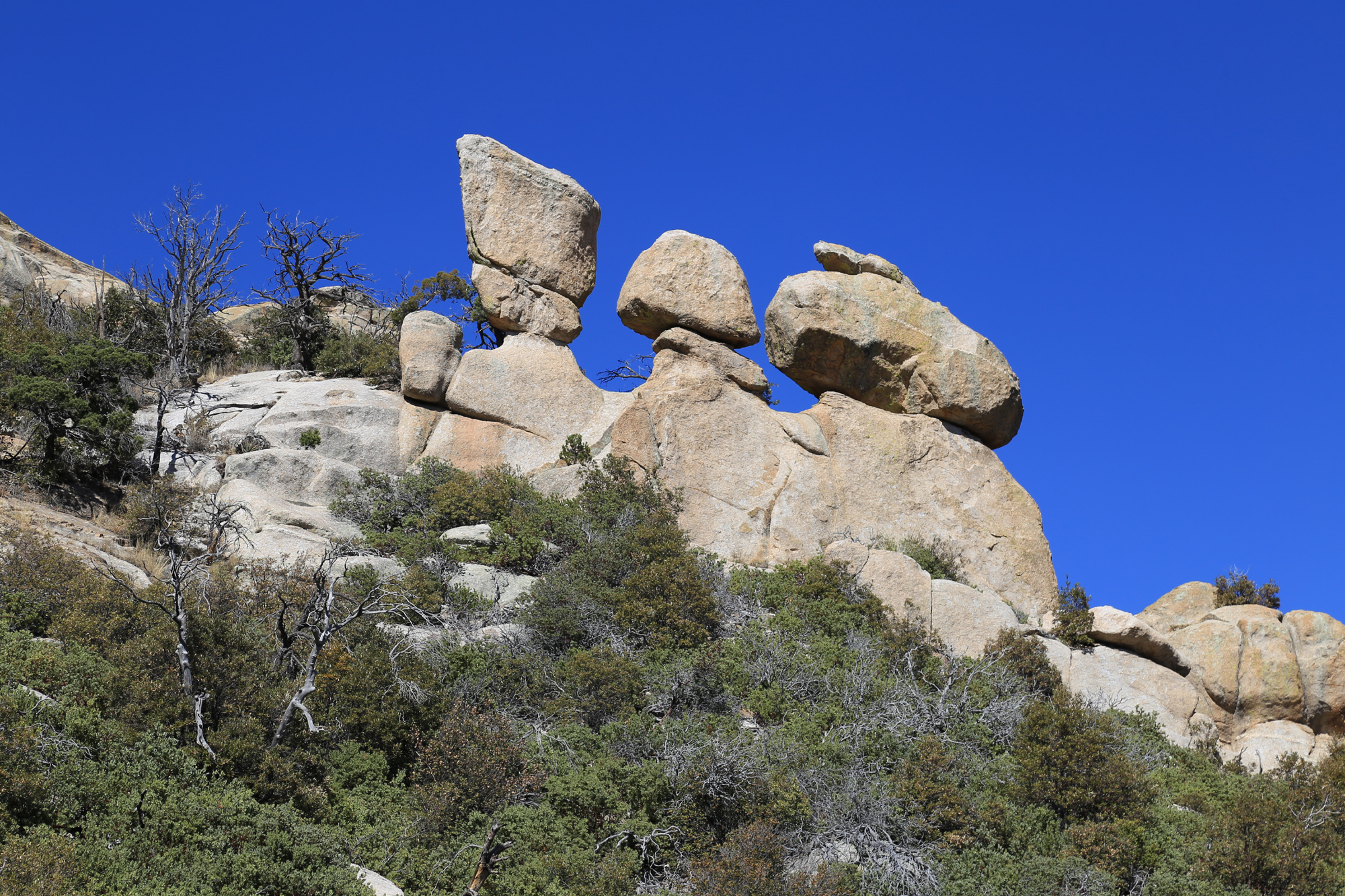
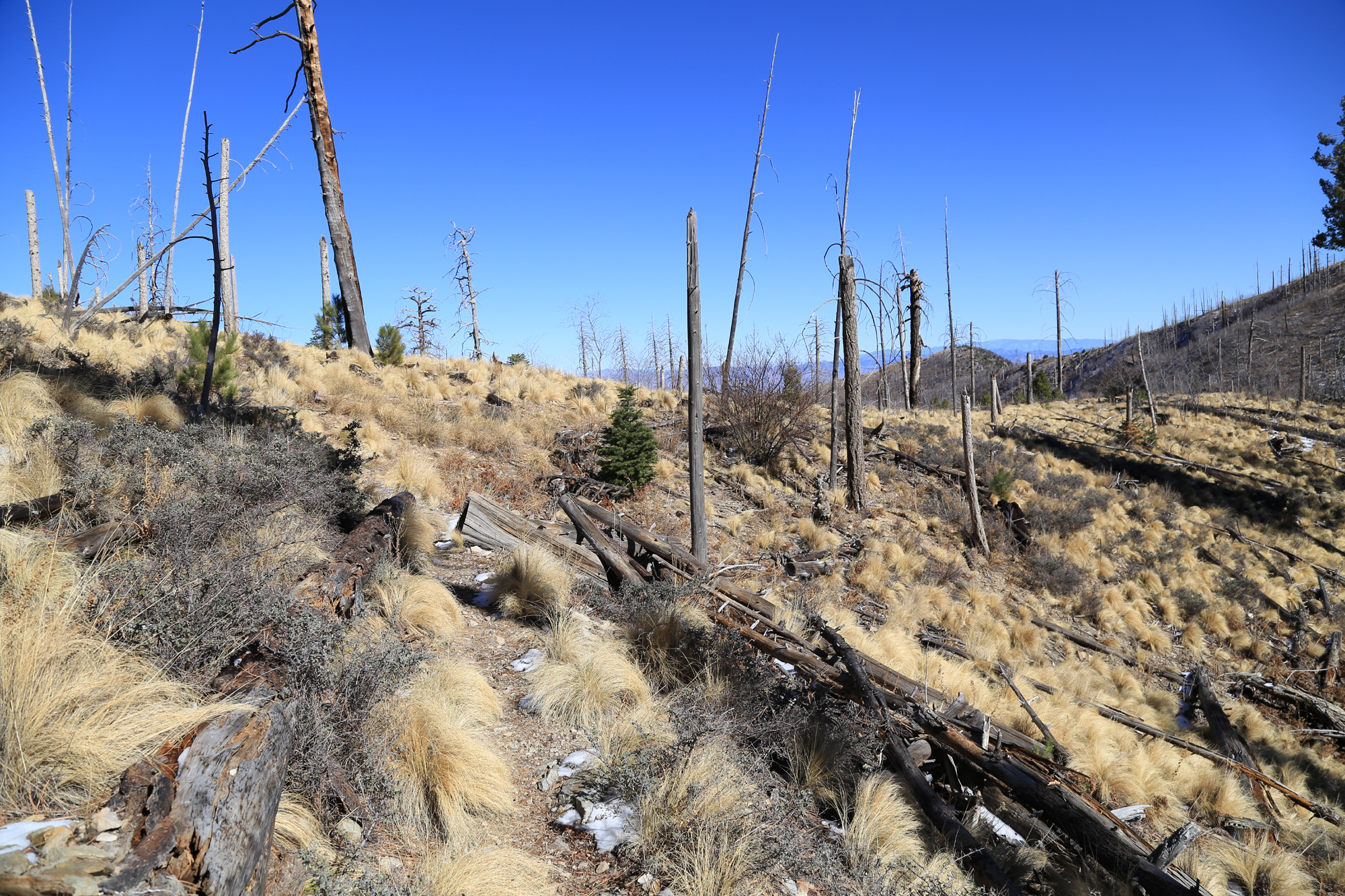
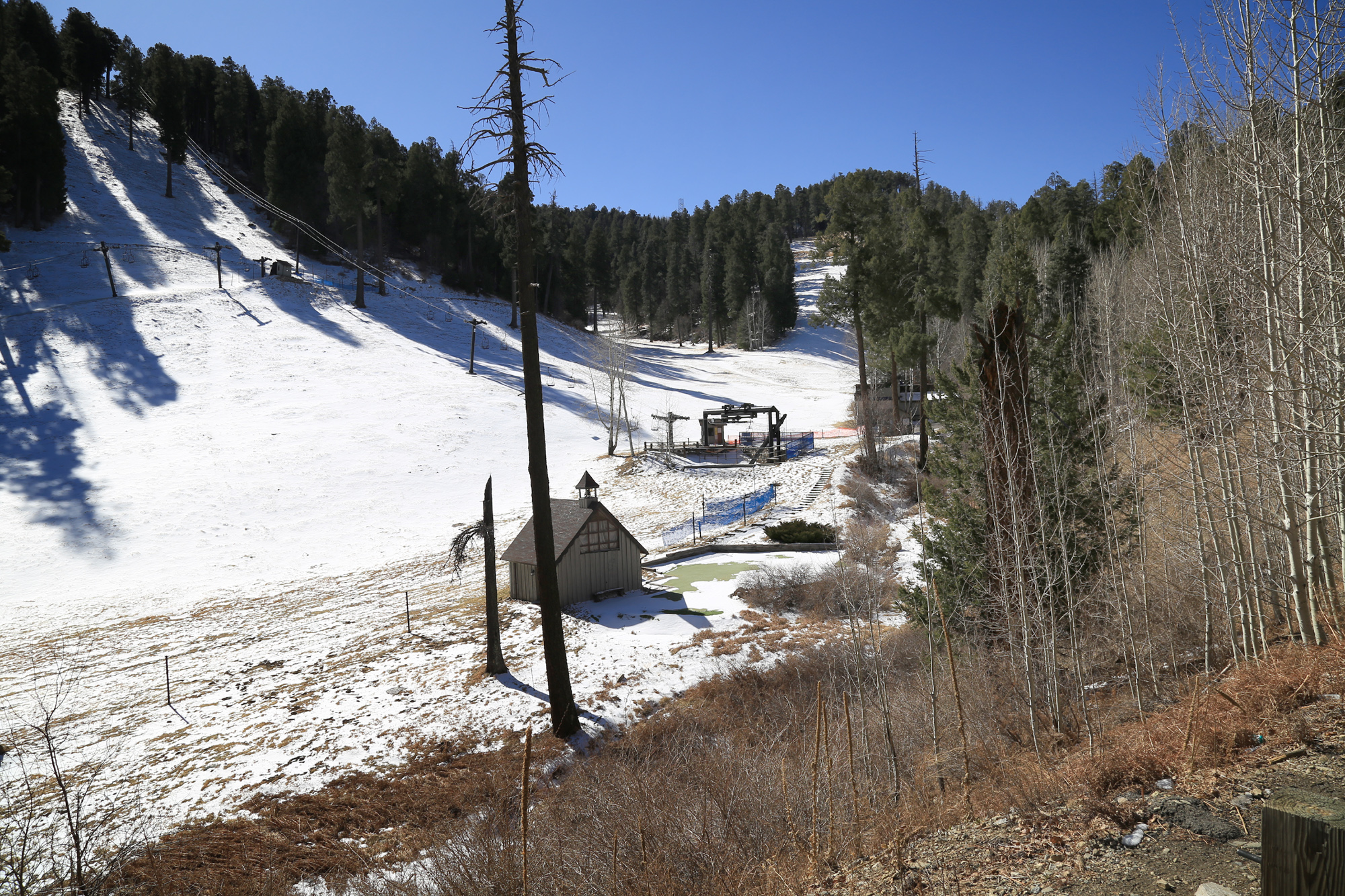
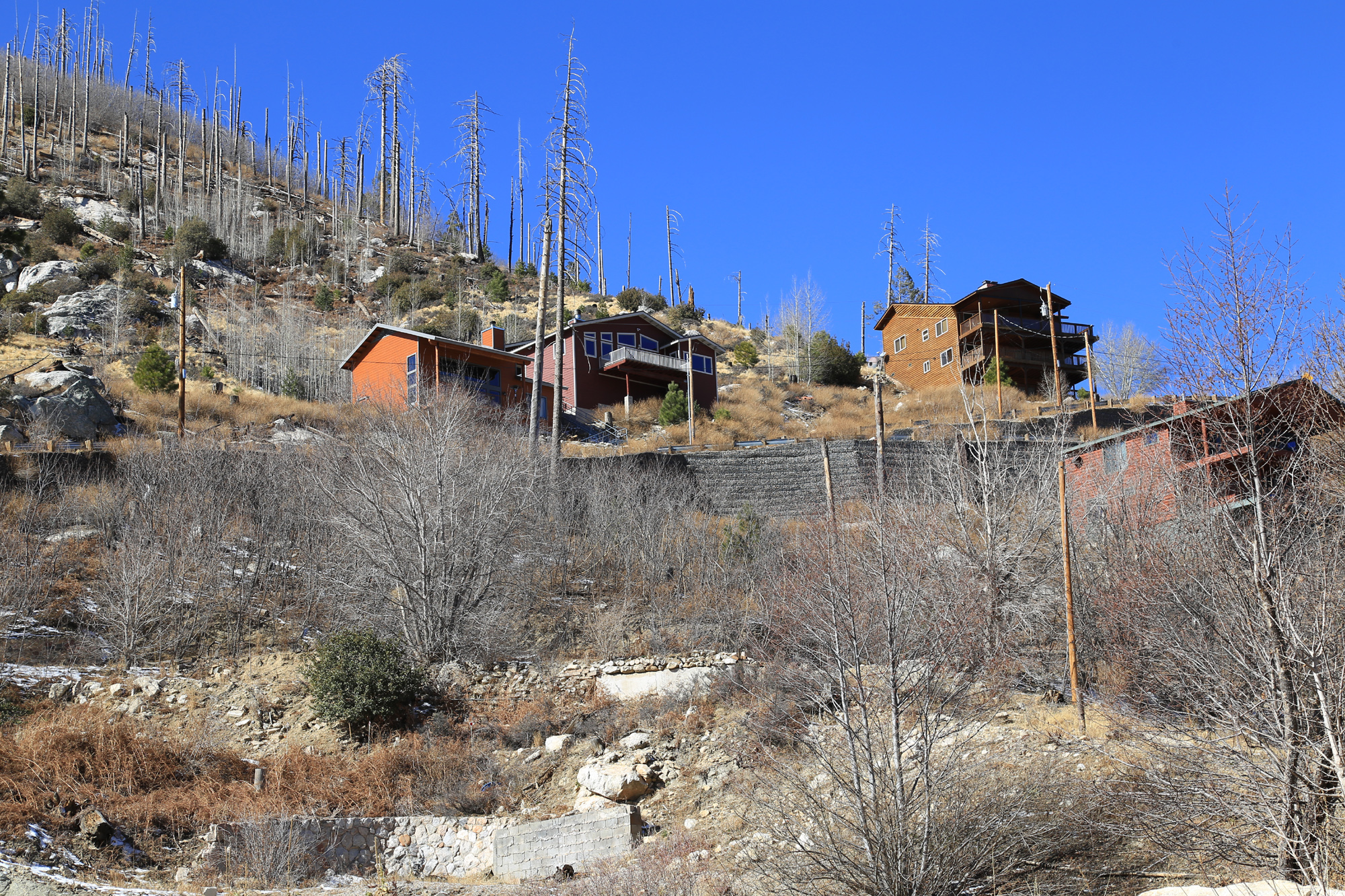
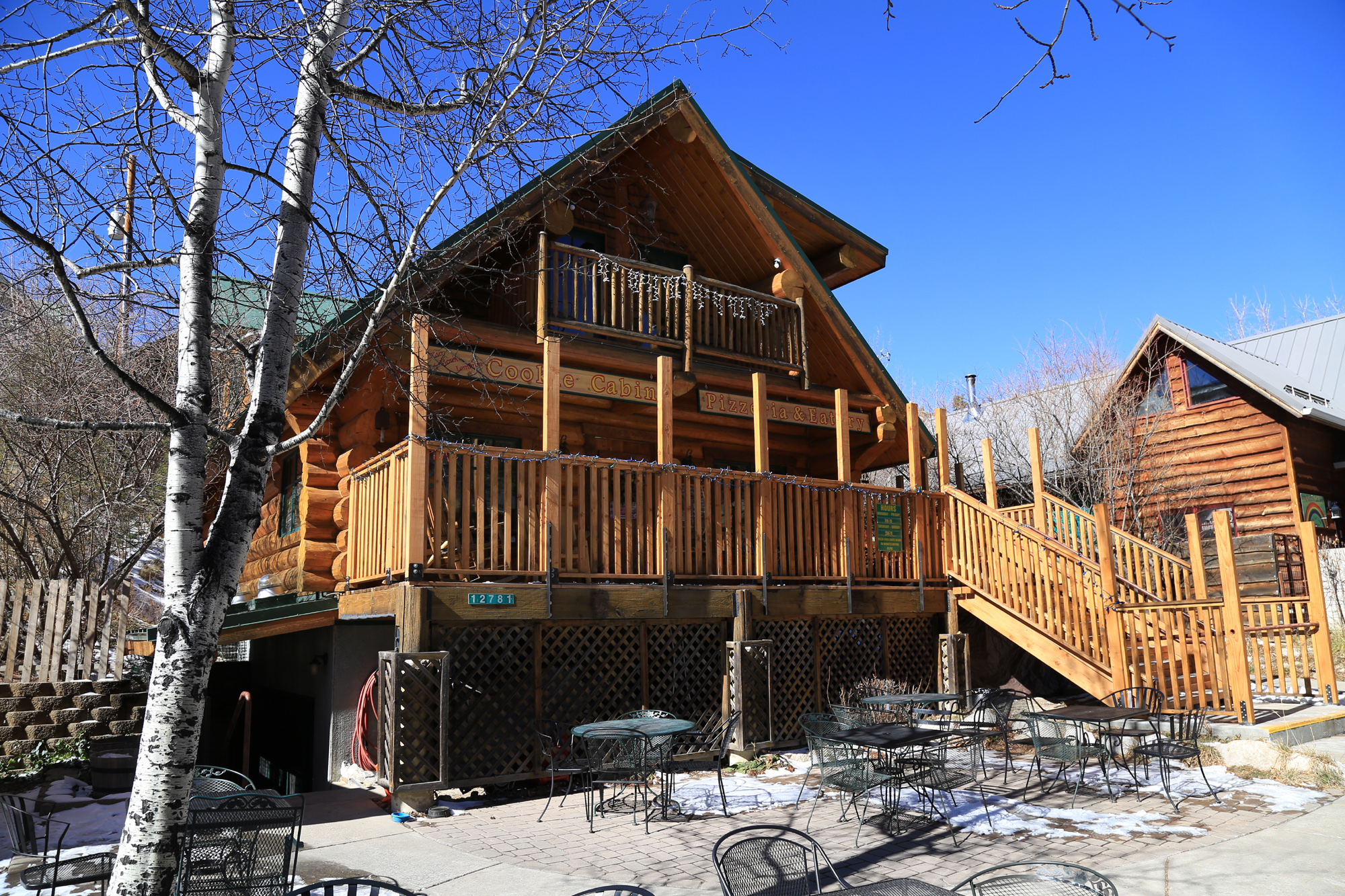
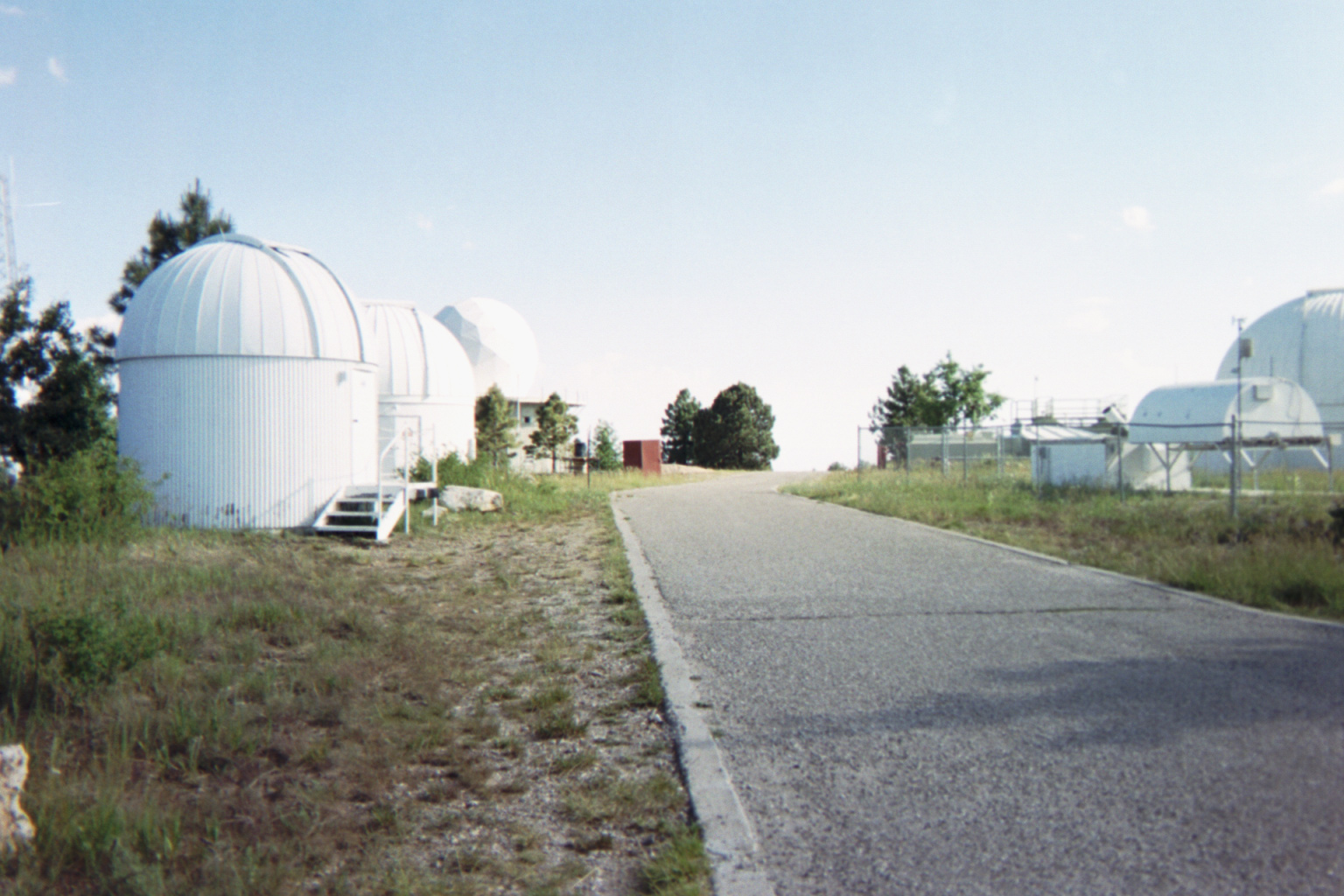
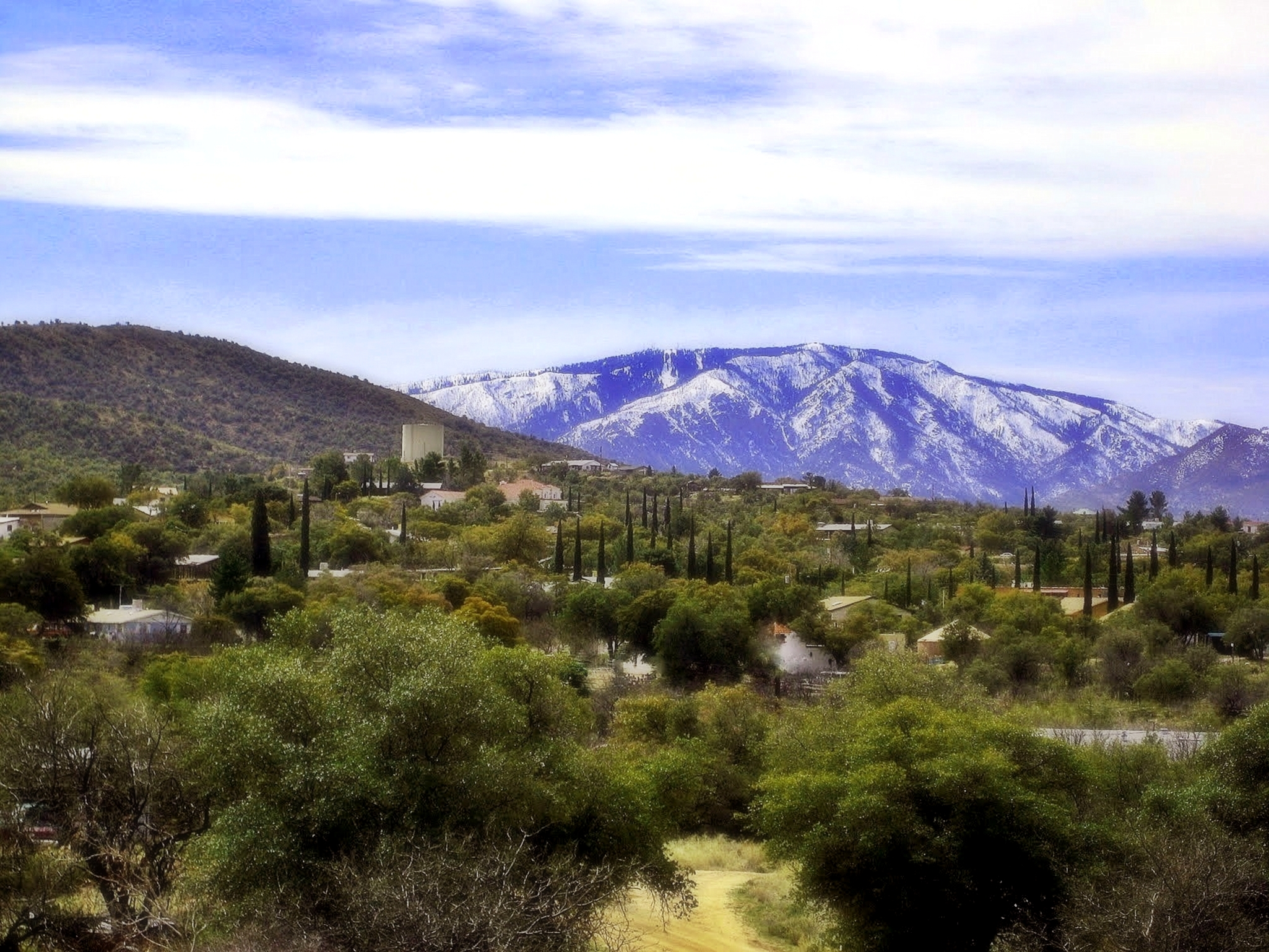
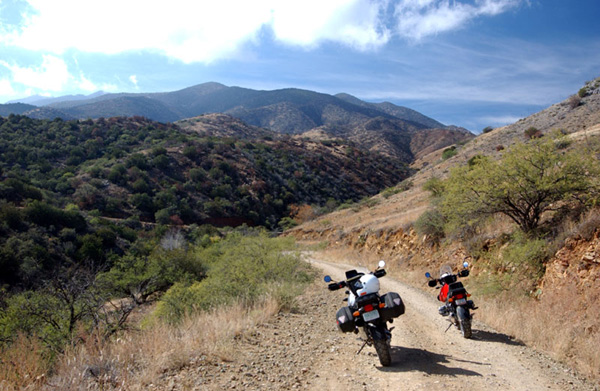
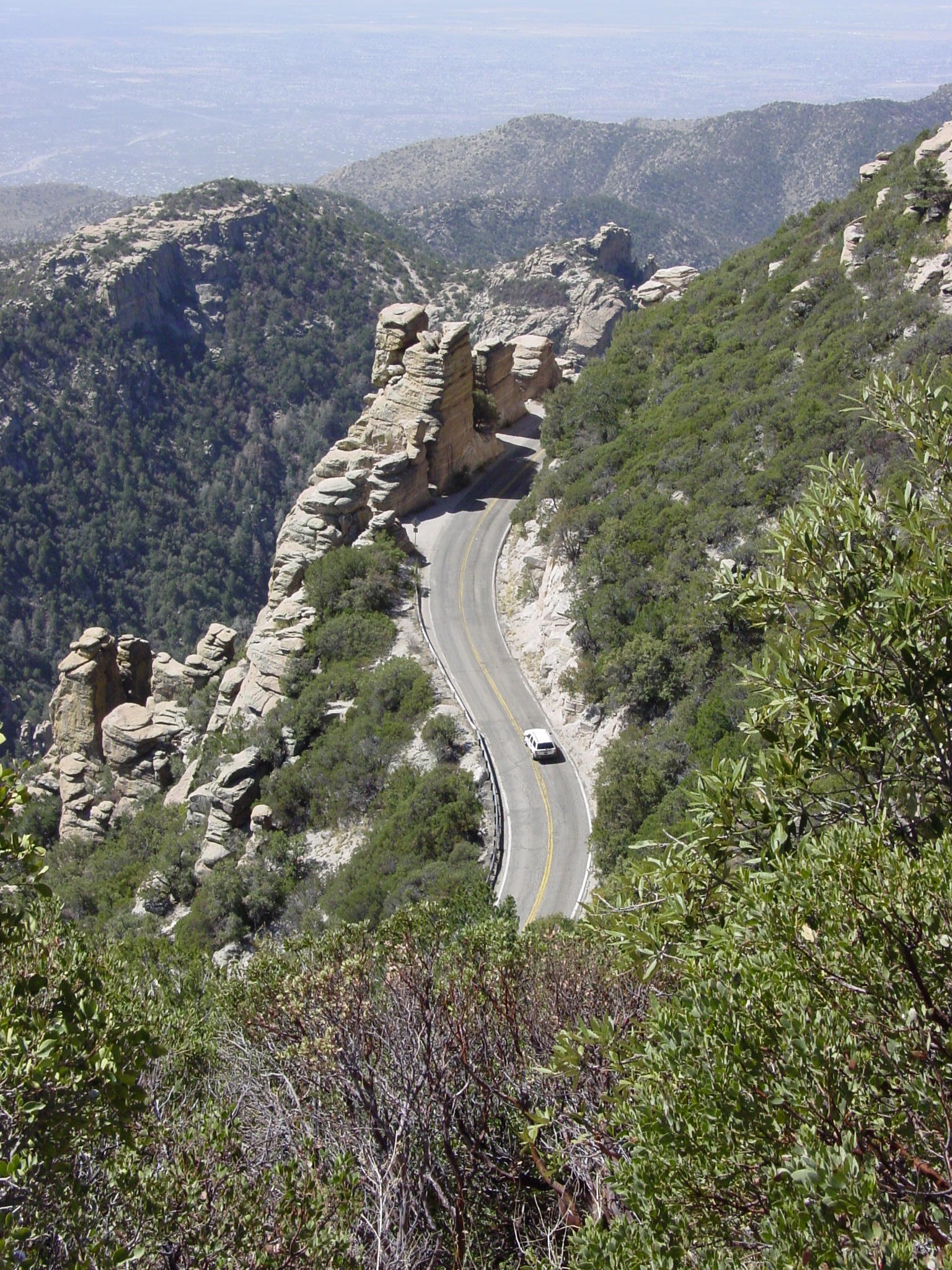